# Pennywise
A Pennywise egy punk rock műfajba sorolt zenekar, a kaliforniai Hermosa Beach-ből. A zenekar 1988-ban alakult, a neve Stephen King Az című horrorregényéből származik, amelyben egy szörnyet hívnak így (a regény magyar fordításában Krajcáros a neve). A zenekar alapító tagjai Jim Lindberg (ének),  Fletcher Dragge (gitár), Jason Thirsk (basszusgitár) és Byron McMackin (dob) voltak, akik középiskolásként találkoztak először egymással. Az együttes tagjai más helybéli zenekarokban is játszottak.

## Korai évek (1988–1996)
Elsőként két középlemezt adtak ki, a Wildcard és az A Word from the Wise címűt (mindkettőt 1989-ben). 1990-ben kerültek az Epitaph Recordshoz, ahol 1991-ben jelentették meg első, Pennywise című albumukat, amely országszerte ismertté tette őket. Nem sokkal ezután Lindberg kilépett a zenekarból, mert egyrészt az európai turné miatt friss házasként nem szerette volna otthagyni a munkahelyét, másrészt pedig azért, mert a koncerteken gyakorivá váltak a verekedések és a késelések, amelyek látványa megviselte az énekest. A helyét Thirsk vette át, a csapatba pedig egy új basszusgitáros került Randy Bradbury személyében. 1992-ben Lindberg visszatért a második album, az Unknown Road felvételéhez, és az állását otthagyva újra a zenekar tagjává vált. 1995-ben, az olyan együttesek révén, mint az Offspring, a Green Day vagy a Rancid, a punk bekerült a zene főáramába. A Pennywise is számos ajánlatot kapott a nagy kiadóktól, de ezeket visszautasította, hogy megőrizhesse a függetlenségét. 1995-ben megjelent az About Time című album, amely újabb sikert hozott. Ebben az évben adták ki első videójukat is Home Movies címmel.
1996-ban, miután a Pennywise megkezdte negyedik albumának felvételét, az alkohol- és kábítószerfüggőséggel küszködő Thirsk kilépett a zenekarból, hogy megoldja a problémáit, de végül július 29-én otthonában öngyilkosságot követett el.

## Jason Thirsk halála utáni évek (1996–)
Thrisk halála után az együttes tagjai úgy döntöttek, hogy folytatják pályafutásukat. Az 1997-ben megjelent Full Circle és az 1999-es Straight Ahead nem hozta meg a tőle várt sikert, de a 2000-es Live at the Key Club című koncertalbum és a 2001-es Land of the Free? ismét növelte a népszerűségüket. Két év szünet után, (2003-ban) jelent meg következő albumuk, a From the Ashes.
2004-ben megjelentették DVD-n, az 1995-ben kiadott és 1997-re elfogyott Home Moviest. 2005. március 8-án adták ki néhány korábbi albumuk, a Pennywise, az Unknown Road, az About Time és a Full Circle digitálisan újra masterelt változatát, amelyeket június 27-én, Európában, majd augusztus 9-én Észak-Amerikában a The Fuse követett.
2007-ben Fletcher Dragge egy interjúban arról számolt be, hogy körülbelül 60 új számuk vár megjelenésre. A kilencedik stúdióalbumuk az eredeti elképzelés szerint 2007-ben jelent volna meg, de végül a kiadását 2008 elejére halasztották. A Reason to Believe-et a zenekar 2008. március 25-én egyidejűleg kezdte árusítani az USA-ban és Európában, emellett pedig közzé tette a MySpace-en is.
2009-ben a Pennywise frontembere, Jim Lindbergh, aki 19 évig állt a csapat élén, elhagyta zenekarát. A többiek augusztus 21-én kiadtak egy közleményt, melyben tudatták a zenekar rajongóival, hogy ők soha nem arról voltak híresek, hogy feladnák, mindig előre tekintettek, így most sem kívánnak megtorpanni a történtek miatt. A srácok már neki is láttak az új énekes felkutatásának, és hamarosan belekezdenek az új lemezük megírásába is. 2009 szeptemberében a csapat ismét hivatalos közleményben tudatta, hogy Téglás Zoltán, az Ignite magyar származású frontembere fog kiállni a csapat élén az október 23-24-i Smokeout Festival-on, Kaliforniában. Téglás a régi barátságuk miatt szívesen elvállalta a felkérést, így a Pennywise-nak nem kellett lemondania a lekötött bulikat. 2010 februárjától Téglás lett a csapat állandó énekese.

## Tagok
- Jim Lindberg – ének (1988–2009, 2012-)
- Fletcher Dragge – gitár (1988-)
- Randy Bradbury – basszusgitár (1996–)
- Byron McMackin – dob (1988-)

## Előző tagok
- Jason Thirsk – basszusgitár (1988–1996)
- Zoltán Téglás - ének (2010–2012)

## Diszkográfia

### Stúdióalbumok
- Pennywise (1991)
- Unknown Road (1993)
- About Time (1995)
- Full Circle (1997)
- Straight Ahead (1999)
- Land of the Free? (2001)
- From the Ashes (2003)
- The Fuse (2005)
- Reason to Believe (2008)
- All or Nothing (2012)
- Yesterdays (2014)

### Középlemezek
- Wildcard (1989)
- A Word From the Wise (1989)

### Válogatások
- Wildcard/A Word From the Wise (1992)
- Short Music For Short People (1999)
- Rock Against Bush, Vol. 1 (2004)

### Koncertalbumok
- Live @ the Key Club (2000)

## Videográfia

### Koncertek
- Home Movies (1995, VHS & 2004, DVD)